# Scina curvidactyloides
Scina curvidactyloides is een vlokreeftensoort uit de familie van de Scinidae. De wetenschappelijke naam van de soort is voor het eerst geldig gepubliceerd in 1990 door Zeidler.